# Обстрел собора Святого Христа Всеспасителя в Шуше (2020)
Собор Святого Христа Всеспасителя в Шуше, также известный как собор Казанчецоц, был дважды поражен ракетами 8 октября 2020 года, в ходе Второй карабахской войны, за месяц до битвы за Шушу. В результате был поврежден купол, а на потолке образовалась дыра от снаряда. Армения обвинила ВС Азербайджана в обстреле.
Human Rights Watch подтвердила, что азербайджанские силы нанесли два удара 8 октября в интервале нескольких часов по собору, и уточнила, что «такие нападения могут быть квалифицированы как военные преступления», и что это производит впечатление «преднамеренного нападения в нарушение законов и обычаев войны».

## Предыстория
Обстрел произошел на 11-й день Второй карабахской войны 2020 года, являющимся продолжением нагорно-карабахского конфликта из-за спорного нагорно-карабахского региона, начавшегося до распада СССР. Шуша находилась под контролем Республики Арцах (этнического армянского государства) со времен Первой карабахской войны. В Азербайджане потеря Шуши в 1992 году была особенно оплакиваемой, поскольку город считался культурным центром азербайджанских поэтов, музыкантов и композиторов. До войны собор был поврежден в результате этнического насилия во время резни армян в Шуше в 1920 году, а затем использовался в качестве хранилища в Азербайджанской ССР и во время Первой войны в Нагорном Карабахе, пока Шуша не попала под контроль вооружённых сил Армении в 1992. Впоследствии здание было отреставрировано в 1990-х годах Армянской апостольской церковью, построившей церковь в 1880-х годах.

## Бомбардировки
По данным HRW: «27 сентября Азербайджан начал военное наступление, которое привело к эскалации боевых действий между Азербайджаном и Арменией и фактическими властями Нагорного Карабаха». Азербайджанские силы начали наносить воздушные и наземные удары по ряду городов и населенных пунктов Нагорного Карабаха, в том числе по городу Шуши: «В первые дни боев сообщалось о нескольких ударах по городу. К началу октября значительная часть жителей оставила его», хотя некоторые мирные жители остались, в том числе мужчины, женщины и дети.
HRW и Amnesty International подтвердили сообщения о применении кассетных боеприпасов в населенных пунктах Шуши и других населенных пунктах Нагорного Карабаха, что приводило к жертвам среди гражданского населения. Об интенсивном артобстреле гражданских районов города сообщали также международные СМИ. Среди гражданских зданий серьезно поврежденных в результате ракетного обстрела азербайджанскими силами был Дом культуры Шуши.

### Артобстрел собора
Первый удар по церкви был нанесен в 12:30, 8 октября. Снаряд попал в купол, серьезно повредив внутреннюю часть церкви. СМИ сообщили, что взрослые и дети укрывались внутри церкви, когда произошел первый взрыв но никто не пострадал поскольку гражданские лица в тот момент находились в подвале. В 17:00, когда журналисты осматривали повреждения, был произведен второй удар, в результате чего были ранены двое российских журналистов; один, главный редактор «Сегодня», Юрий Котенок, получил тяжелую травму и перенес операцию в Степанакерте. Сопровождавший журналистов армянин получил легкие ранения. В своем последующем отчете HRW указала, что «целый ряд обстоятельств указывает на то, что оба удара целенаправленно наносились именно по церкви. Найденные на месте фрагменты свидетельствуют о применении управляемых/корректируемых боеприпасов».
МППЧ также дал подробное описание инцидента в своем отчете от мая 2021 года написав, что собор «дважды подвергался нападению с использованием управляемых ракет, запущенных азербайджанскими вооружёнными силами. Собор является местом культурного и религиозного значение для армянского народа. Атаки по-видимому, были преднамеренными, внутри или вокруг собора не было никаких военных целей.»

## Реакция

### Армения
МИД Армении выступил с официальным заявлением, охарактеризовав это как «очередное преступление военно-политического руководства Азербайджана…Азербайджан, полностью уничтоживший армянское культурное наследие в Нахиджеване и в других частях исторической родины армянского народа, сейчас пытается в рамках военной агрессии против Арцаха лишить родины и исторической памяти армян Арцаха» Также заявив, что «В этих действиях Азербайджан напрямую подражает методам действий своих новоиспеченных союзников — известных международных террористических организаций, в результате чего многие историко-культурные памятники на Ближнем Востоке были уничтожены».
Паргев Мартиросян, епископ Арцахской епархии, епископальной кафедрой которой является собор, сравнил обстрел с действиями Исламского государства Ирака и Левант, сказав: «Они бомбят наши духовные ценности, в то время как мы восстанавливаем и сохраняем мечети».
После обстрела бельгийский виолончелист армянского происхождения Севак Аванесян сыграл в разрушенном здании церкви. Он исполнил пьесу «Аист» (арм. Крунк) армянского композитора Комитаса, ставшего жертвой геноцида армян. Видео было размещено 12 октября в официальном Твиттер аккаунте Армении, что, как сообщает «Аль-Джазира», является посланием того, что обстрел собора Азербайджаном был неотъемлемой частью многовековой вражды турок по отношению к армянам.

### Азербайджан
Министерство обороны Азербайджана официально отрицало свою причастность к обстрелу церкви в то время как государственное информационное агентство Азербайджана заявило, что за нападением стоит Армения.
В интервью корреспонденту BBC News - Орле Герин, президент Азербайджана Ильхам Алиев отрицал, что церковь была военной целью азербайджанских сил, и заявил, что удар был «либо ошибкой нашей артиллерии, либо преднамеренной провокацией самих армян». На вопрос, могла ли одна и та же ошибка совершиться дважды за один день, Алиев ответил: «Почему бы и нет? Разве вы не видели изображения азербайджанских мечетей на оккупированных территориях? Они все уничтожены. В наших мечетях держат свиней. Мы не нападаем на мирных жителей, в отличие от них». Он также упомянул об ударах баллистических ракет по Гяндже, обвиняя Армению и отрицая нападения на гражданские цели в Степанакерте.
В программе Вечер с Владимиром Соловьёвым на телеканале Россия 1, журналист-политолог, корреспондент агентства ИТАР-ТАСС — Саадат Кадырова, оправдала бомбардировку церкви, утверждая, что в борьбе с «террористами» все средства оправданы, при этом сравнивая храм с сортиром, а жителей НКР — с террористами.

### Международная реакция
Международная ассоциация исследователей геноцида (IAGS) сделало заявление, подписанное Израилем Чарни, Яиром Ауроном, Матиасом Бьёрнлундом, Тессой Хофманн и другими, осуждающее умышленные нападения азербайджанских сил на мирное население, гражданские объекты и инфраструктуры, где удары по церкви описаны как «часть политики культурного геноцида, которую правительство Азербайджана проводит в течение последних 30 лет, систематически уничтожая армянское историческое наследие».
Директор HRW по Европе и Центральной Азии, Хью Уильямсон, призвал Азербайджан расследовать атаки: «Шуши уже больше месяца находится под контролем Азербайджана, и правительству пора перестать тянуть время с расследованием и привлечением виновных к ответственности. Такого рода нападения не обусловлены никакой военной целью, и все стороны должны стремиться к тому, чтобы они наказывались и иным образом предотвращались».
Комиссия США по международной религиозной свободе (USCIRF) написала, что «обеспокоена тем, что собор Казанчецоц был серьезно поврежден в результате боевых действий в Нагорном Карабахе, и призывает к охране мест отправления культа и религиозных объектов, особенно в условиях нынешнего насилия».
Парламентская ассамблея Совета Европы приняла резолюции о гуманитарных последствиях конфликта, в котором, среди прочего: «осуждает ущерб, умышленно нанесенный культурному наследию во время шестинедельной войны, а также то, что, по всей видимости, является преднамеренным артобстрелом. церкви Газанчи, Собора Святого Спасителя / Газанчецоц в Шуше / Шуши, а также разрушение или повреждение других церквей и кладбищ во время и после конфликта».
Член парламента Великобритании Фиона Брюс внесла предложение, подписанное семью другими парламентариями, в котором говорилось: «Эта палата выражает озабоченность по поводу сообщений об обстреле Шушинского собора в Нагорном Карабахе азербайджанскими военными; осуждает это нападение на гражданский объект; далее осуждает военное нападение на объект культурного наследия, действие, которое является военным преступлением по международному праву… и настоятельно призывает правительство осудить эти нападения и сделать заявления о них правительству Азербайджана».
Представитель Конгресса США Фрэнк Паллоне и депутат Бундестага Альберт Вейлер также осудили обстрел церкви.
Специальный докладчик УВКПЧ в области культурных прав обратился к Азербайджану с письмом от 2 февраля 2021 года, в котором упоминалось нападение на собор Святого Спасителя Казанчецоц, «которое, по всей видимости, было преднамеренно и целенаправленно», и выражалась озабоченность «сообщениями о неизбирательных нападениях на гражданские районы, приводящие к повреждению или разрушению школ, церквей и других объектов культурного наследия», с просьбой предоставить информацию о любых расследованиях и «указать, будут ли виновные привлечены к ответственности в соответствии с международным правом… указать, какие меры будут приняты для оценки и неотложной стабилизации объекта, а также полностью проконсультироваться с соответствующими сторонами, включая Армянскую апостольскую церковь, о принятых усилиях и о том, как провести реконструкцию этого объекта с целью защиты культурных прав».

## Последствия
Азербайджанские войска взяли Шуши 7 ноября после трехдневных боев за город. 10 ноября при посредничестве России между Арменией и Азербайджаном было достигнуто соглашение о прекращении огня.
После того, как Азербайджан взял город оставшееся армянское население покинуло его. В то же время начали появляться многочисленные сообщения о вандализме и уничтожении армянского культурного наследия на территориях, попавших под контроль Азербайджана. Среди прочего, в социальных сетях были размещены видео и фотографии оскверненного собора Казанчецоц и частично разрушенной церкви Канач Жам МИД Армении и Армянская апостольская церковь выступили с заявлениями, осуждающими эти действия.
Ряд ученых и культурных учреждений, в том числе Метрополитен-музей, выступили с призывом сохранить культурное наследие в Нагорном Карабахе, выражая озабоченность и выступая за возобновление защиты армянского культурного наследия в регионе.
20 ноября 2021 года генеральный директор ЮНЕСКО Одри Азуле заявила о необходимости защиты памятников Нагорного Карабаха и недопустимости попыток искажения их принадлежности. Она предложила направить независимую миссию экспертов в Нагорный Карабах и прилегающие районы для проведения предварительной инвентаризации значимых культурных ценностей. Предложение было одобрено странами-членами, что отражает Декларацию Комитета ЮНЕСКО по защите культурных ценностей в случае вооружённого конфликта. Однако Азербайджан не предоставил доступ к культурным объектам, обвинив ЮНЕСКО в «предвзятости» и использовании «двойных стандартов».
3 мая 2021 года армянские источники начали сообщать о сносе купола и креста собора Казанчецоц. Власти Азербайджана выступили с заявлением, в котором говорилось, что собор находится на реконструкции с целью «восстановления» его «первоначальной» формы. МИД Армении назвал эти действия Азербайджана актом «вандализма, направленного на то, чтобы лишить Шушинский собор его армянской идентичности». «Примечательно, что Азербайджан осуществляет мероприятия, связанные с Шушинским собором, без консультации с Армянской Апостольской церковью, что явно нарушает право верующих армян на свободу вероисповедания. Не менее тревожным является и тот факт, что в Азербайджане действия по изменению архитектурного облика церкви начались до начала работы оценочной миссии экспертов ЮНЕСКО», — заявил МИД Армении.
Комиссия США по международной религиозной свободе (USCIRF) также выразила озабоченность, заявив, что «обеспокоена сообщениями о сохранности и целостности молитвенных домов и других религиозных объектов, таких как Армянский апостольский собор Казанчецоц в Шуше, купола которого, судя по всему, демонтировали на фоне сообщений о его „реставрации“ без вовлечения его религиозной общины». Комиссар USCIRF Надин Маэнза добавила: «Хотя собор, безусловно, нуждается в реставрации из-за повреждений, которые он понес в результате обстрелов Азербайджана прошлой осенью, крайне важно, чтобы он и другие объекты были восстановлены должным образом и поддержаны в надлежащем состоянии» В своем годовом отчете за 2020 год USCIRF также рекомендовала Госдепартаменту США включить Азербайджан в свой специальный список для наблюдения за продолжающимися и систематическими нарушениями свободы вероисповедания. В своем годовом отчете за 2021 год USCIRF подтвердила еще раз, что «В ходе боевых действий и сразу после ноябрьского прекращения огня многочисленные местные и международные наблюдатели выразили обеспокоенность по поводу защиты религиозных и других культурных объектов, особо подчеркнув необходимость защиты различных армянских церквей, монастырей и кладбищ взятых или впоследствии перешедших под контроль Азербайджана».
На слушании в ЕСПЧ, состоявшемся 15 октября 2020 года, армянская сторона представила, среди прочего, доказательства об обстреле собора, о последующем обращении с ним и не предоставлении доступа миссии ЮНЕСКО со стороны Азербайджана. 7 декабря 2020 года суд удовлетворил запрошенные Арменией временные меры для обеспечения того, чтобы Азербайджан предотвратил «вандализм и осквернение» армянского культурного наследия, находящегося на подконтрольных Баку территориях.
В марте 2022 года Европарламент принял совместную резолюцию, осуждающую уничтожение армянского наследия в Нагорном Карабахе, в том числе разрушения, причиненные собору Казанчецоц.
В настоящее время собор полностью затянут строительными лесами и сеткой. Независимые международные эксперты все еще не смогли осмотреть собор и другие культурные объекты, поскольку Азербайджан до сих пор не предоставил доступ миссии ЮНЕСКО.

## Галерея

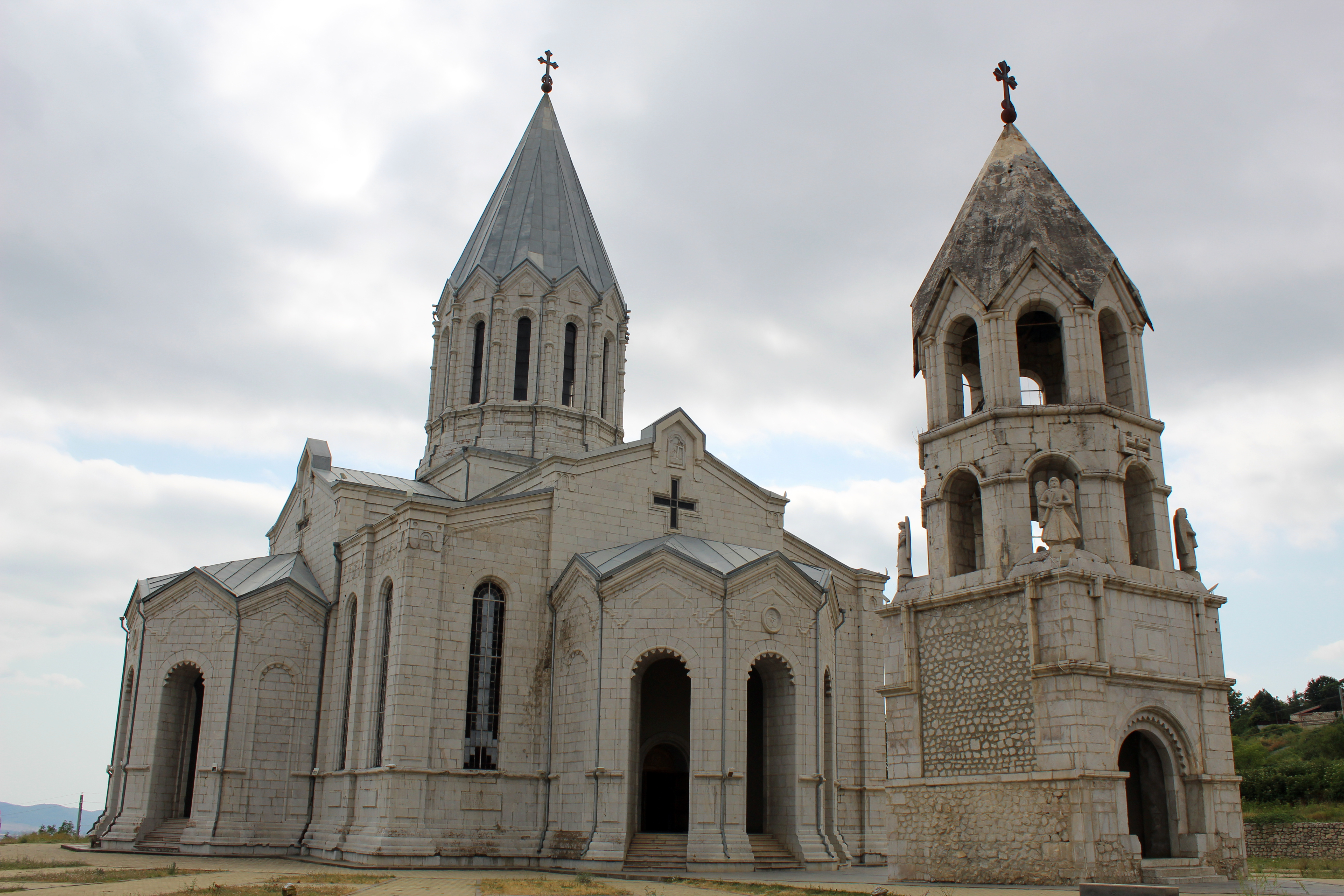
Собор Казанчецоц до обстрела
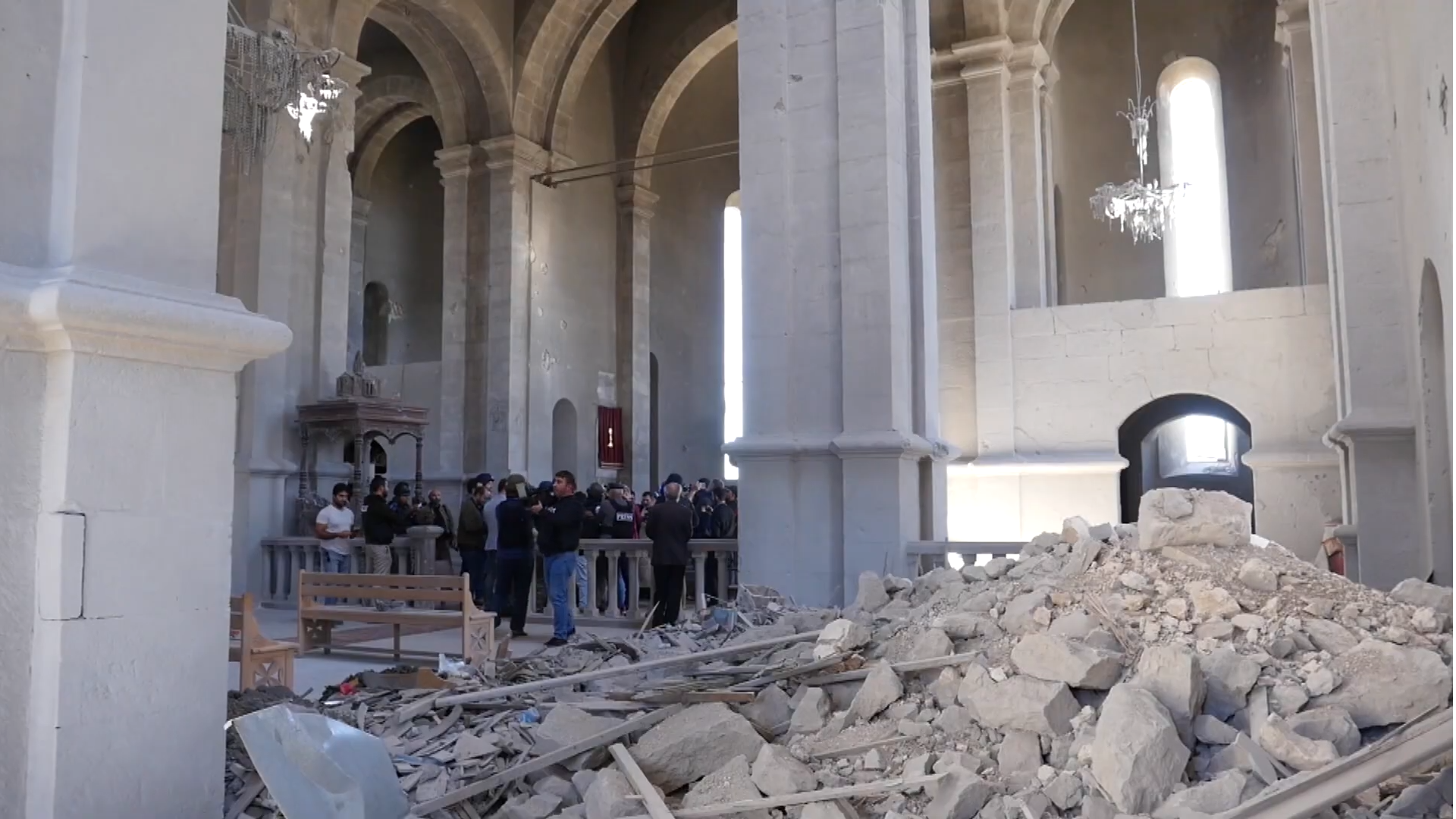
Армянское венчание в разрушенном соборе Казанчецоц - 24 октября 2020 г.
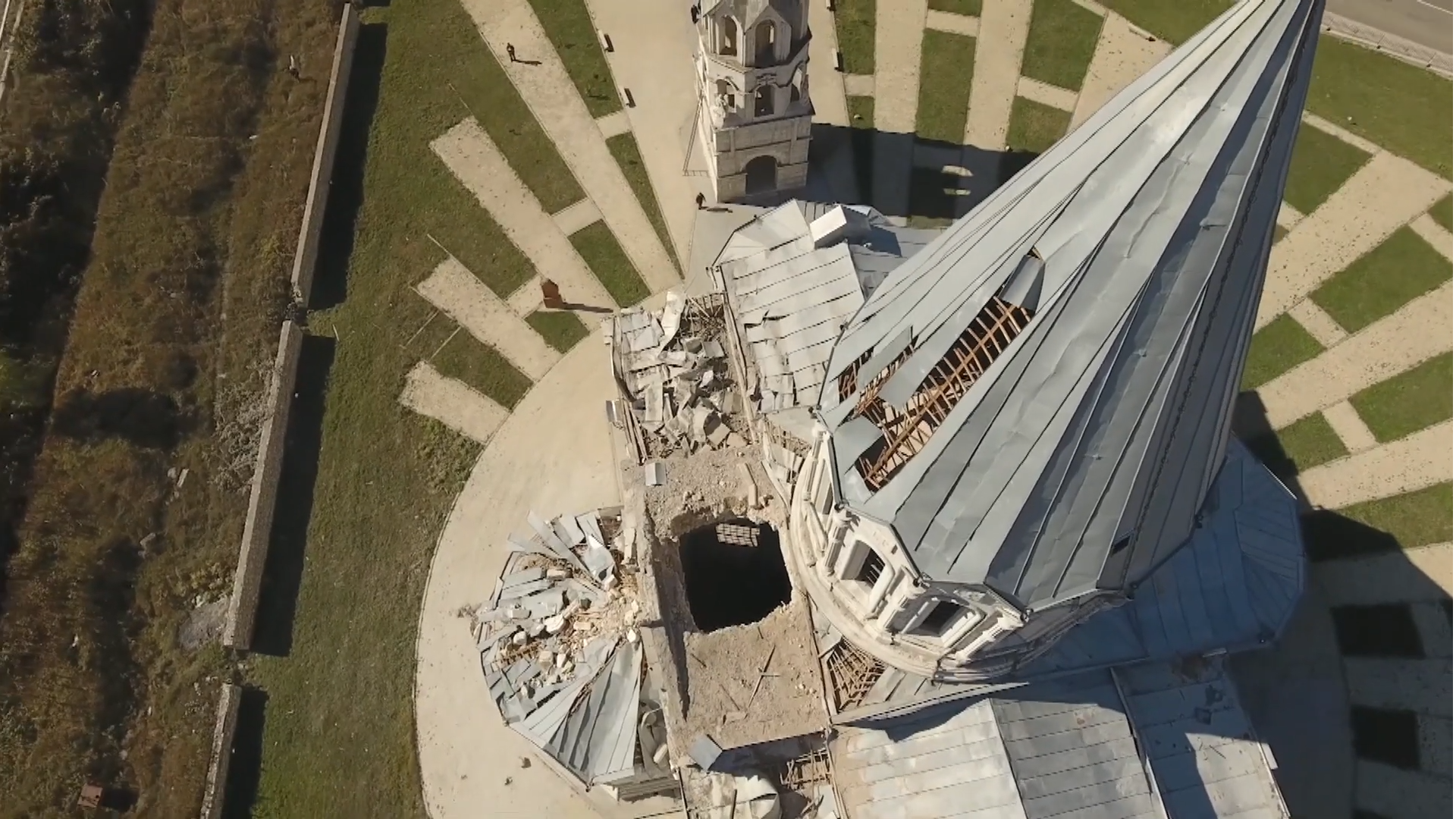
Собор Казанчецоц после обстрела
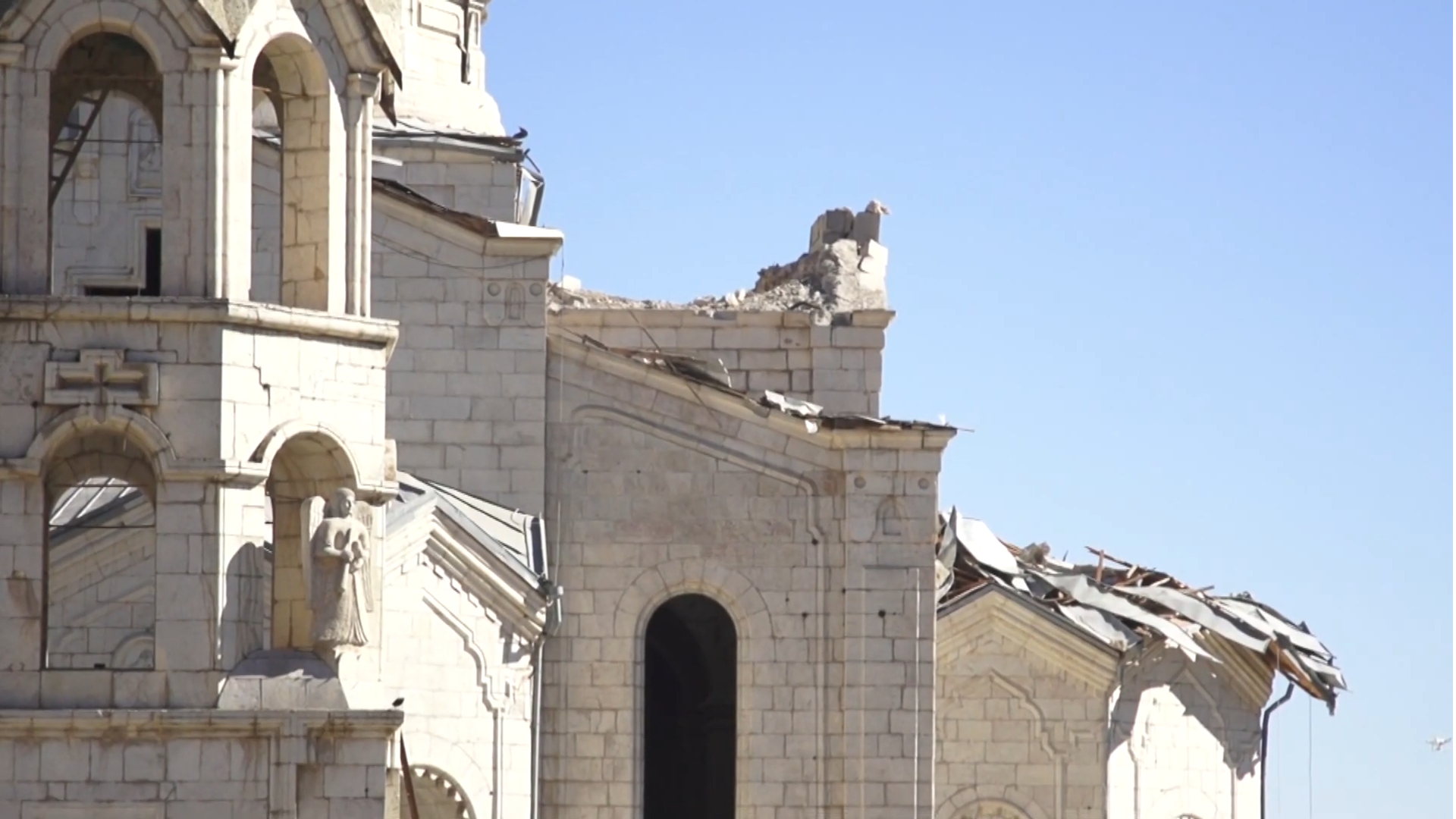
Поврежденная часть собора Казанчецоц
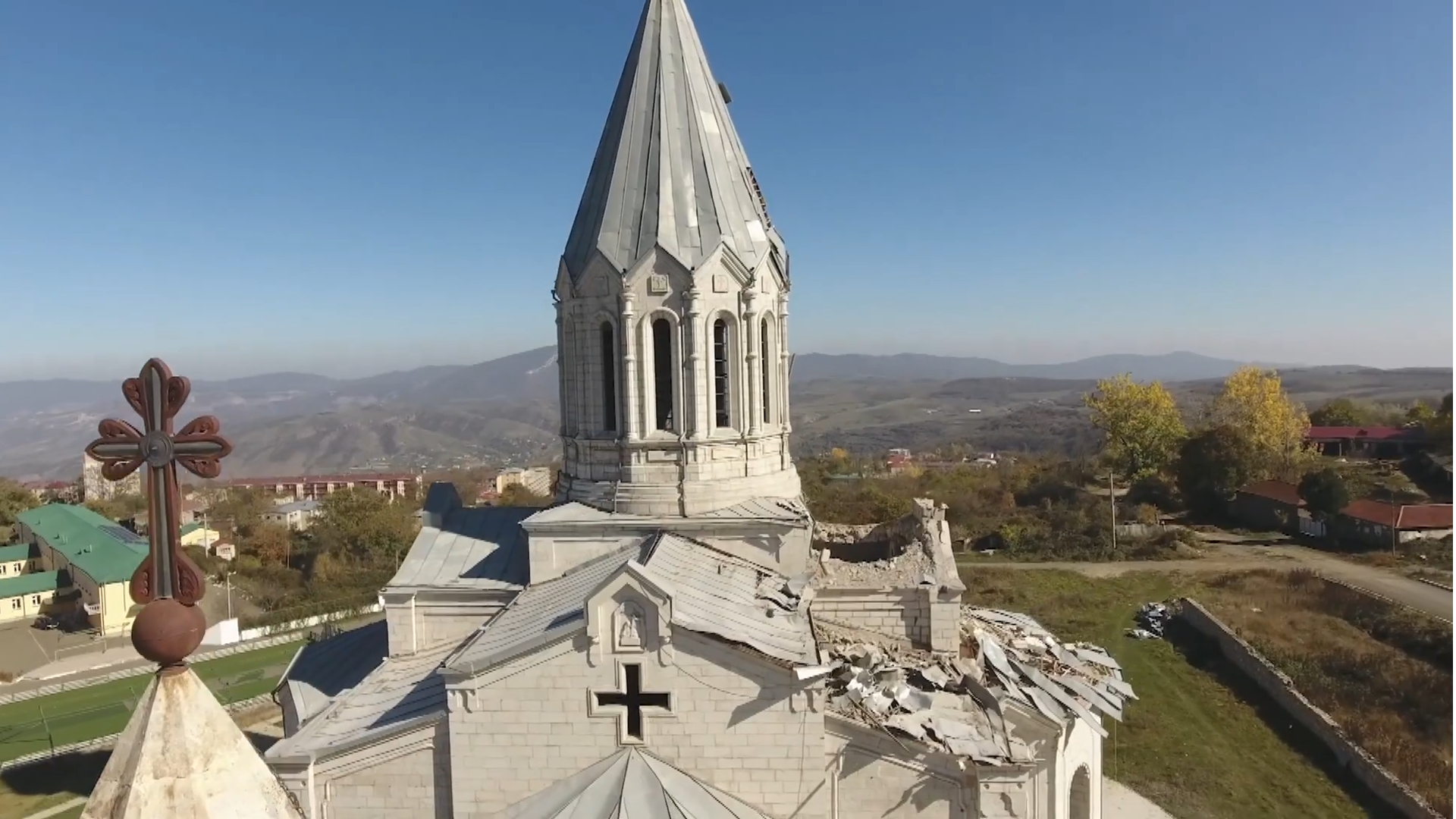
Поврежденный собор Казанчецоц

## Комментарии
1. ↑  Лейтмотив «варварских армян, превращающих мечети в свинарники» был важным компонентом мобилизации в Азербайджане в преддверии войны в Нагорном Карабахе 2020 года.[41]